# Flavignerot
 Flavignerot  là một xã ở tỉnh Côte-d’Or trong vùng Bourgogne, phía đông nước Pháp. Xã Flavignerot nằm ở khu vực có độ cao từ 320-598 mét trên mực nước biển.